# Natal da Portela
Natalino José do Nascimento, mais conhecido como Natal da Portela (Queluz, 31 de julho de 1905 — Rio de Janeiro, 5 de abril de 1975), foi um bicheiro brasileiro, muito conhecido por sua atuação na escola de samba Portela.

## Biografia
Natalino José do Nascimento, o seu Natal da Portela, nasceu na cidade de Queluz, no interior paulista e ainda criança mudou-se com a família para o Rio de Janeiro. Desde a juventude, Natalino sempre teve uma forte atuação na quadra da escola, uma vez que a agremiação fora fundada na casa de seu pai.
Ainda jovem, Natalino começou a trabalhar na Central do Brasil, onde mais tarde ocorreria o mais grave acidente de sua vida - Natalino teve o braço direito amputado. Mas, a ausência do braço direito não deixou Natal incapacitado de atuar na sua escola de coração. Mesmo sem compor um único samba de enredo, Natal transformou-se em bicheiro e passou a patrocinar a Portela, tornando-a a primeira escola de samba a ter um bicheiro como patrocinador.
Com o tempo, Natal conquistou respeito e admiração na comunidade e, além disso, passou a representar a escola em todos os lugares onde era requisitado. Sua simpatia e humildade fizeram com que o então ministro das relações exteriores, Negrão de Lima, levasse a agremiação ao Palácio do Itamaraty para se apresentar a Duquesa de Kent em 1959.
Devido a alguns problemas de saúde, Natal veio a falecer em 5 de abril de 1975, deixando três filhos e vários fãs, além da escola de samba que ajudou a divulgar. Após sua morte, a agremiação decidiu elegê-lo presidente de honra da Portela em homenagem póstuma.
 